# Saint-Nicolas-de-Bourgueil
Saint-Nicolas-de-Bourgueil è un comune francese di 1 228 abitanti situato nel dipartimento dell'Indre e Loira nella regione del Centro-Valle della Loira.

## Società

### Evoluzione demografica
Abitanti censiti